# Tohi roussâtre
Aimophila rufescens
Espèce
Statut de conservation UICN

 LC  : Préoccupation mineure
Le Tohi roussâtre (Aimophila rufescens) est une espèce de passereaux de la famille des Passerellidae.

## Répartition géographique
Cet oiseau vit au Belize, au Costa Rica, au Salvador, au Guatemala, au Honduras, au Mexique, et au Nicaragua.

## Sous-espèces
D'après Alan P. Peterson, il existe sept sous-espèces :
- Aimophila rufescens antonensis Van Rossem, 1942 — nord-est du Sonora ;
- Aimophila rufescens mcleodii Brewster, 1888 — du Sonora et Chihuahua au Sinaloa et Durango ;
- Aimophila rufescens rufescens (Swainson, 1827) — sud-ouest du Mexique ;
- Aimophila rufescens pyrgitoides (Lafresnaye, 1839 — de l'est du Mexique au Nicaragua ;
- Aimophila rufescens discolor Ridgway, 1888 — Honduras et Nicaragua ;
- Aimophila rufescens pectoralis Dickey & Van Rossem, 1927 — sud de l'El Salvador et du Honduras ;
- Aimophila rufescens hypaethra Bangs, 1909 — nord-ouest du Costa Rica.